# 密毛栝楼
密毛栝楼（学名：Trichosanthes villosa），为葫芦科栝楼属下的一个植物种。